# Сиалеевско-Пятинское сельское поселение
Сиалеевско-Пятинское се́льское поселе́ние — муниципальное образование в Инсарском районе Мордовии Российской Федерации. Административный центр — село Сиалеевская Пятина.

## География
Расположено в юго-восточной части Инсарского района. 
Село Сиалеевская Пятина находится в северо-западной части поселения в 12 км от районного центра. Граничит с 3 сельскими поселениями: Нововерхисским сельским поселением, Языково-Пятинским сельским поселением, Нижневязерским сельским поселением. 

## История
В 1918 году образован Сиалеевско-Пятинский сельсовет  в составе Инсарского района.
Сельское поселение образовано в 2005 году в границах одноимённого сельсовета.
Законом от 24 апреля 2019 года, в Сиалеевско-Пятинское сельское поселение (сельсовет) были включены все населённые пункты трёх упразднённых сельских поселений (сельсоветов): Нижневязерского, Шадымо-Рыскинского и Языково-Пятинского.

## Население
| 2002 | 2010 | 2012 | 2013  | 2014  | 2015 | 2016 |
| ---- | ---- | ---- | ----- | ----- | ---- | ---- |
| 620  | ↘541 | ↘519 | ↘487  | ↘485  | ↘481 | ↘475 |
| 2017 | 2018 | 2019 | 2020  | 2021  |      |      |
| ↘464 | ↘447 | ↘430 | ↗1128 | ↗1129 |      |      |

## Состав сельского поселения
В состав сельского поселения входят 8 населенных пунктов:
| № | Населённый пункт   | Тип населённого пункта | Население |
| - | ------------------ | ---------------------- | --------- |
| 1 | Кашаево            | село                   | ↘72       |
| 2 | Потуловка          | деревня                | ↘4        |
| 3 | Сиалеевская Пятина | село                   | ↘465      |
| 4 | Васина Поляна      | деревня                | ↘46       |
| 5 | Нижняя Вязера      | село                   | ↘259      |
| 6 | Шадымо-Рыскино     | село                   | ↘222      |
| 7 | Семёновка          | деревня                | ↘40       |
| 8 | Языкова Пятина     | село                   | ↘281      |

## Экономика
Основным видом деятельности сельского поселения является сельское хозяйство. На территории находится сельскохозяйственное предприятие ИП «Пикаев».

## Инфраструктура
Сельский Дом Культуры, Фельдшерско-акушерский пункт, средняя общеобразовательная школа, сельская библиотека, магазины, отделение связи, аптека, сберкасса, Никольская церковь.

## Достопримечательности

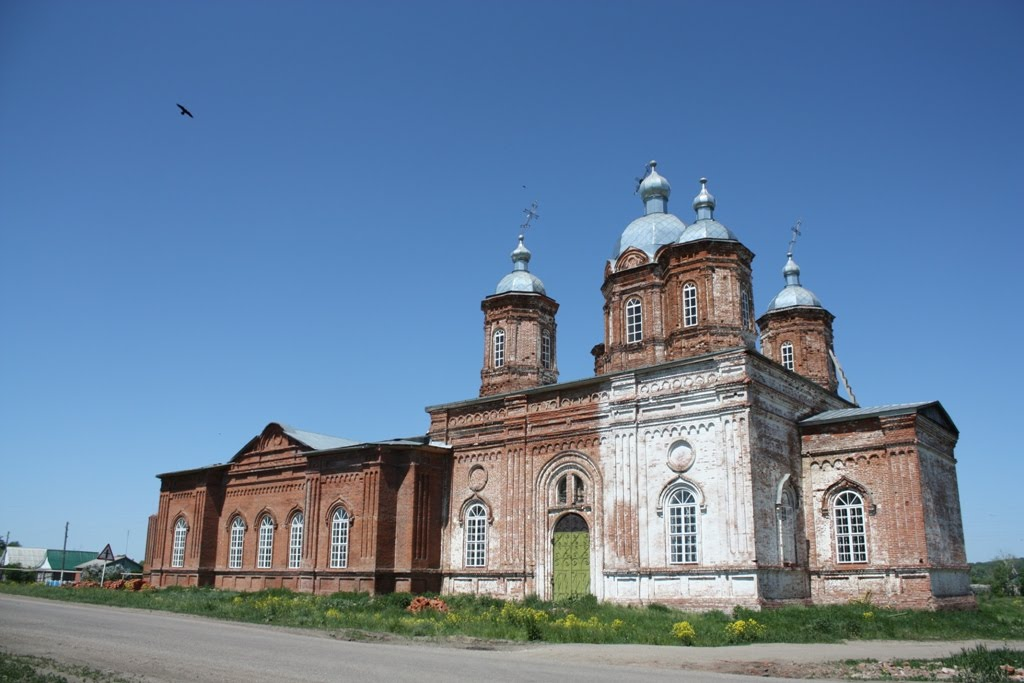
Никольская церковь

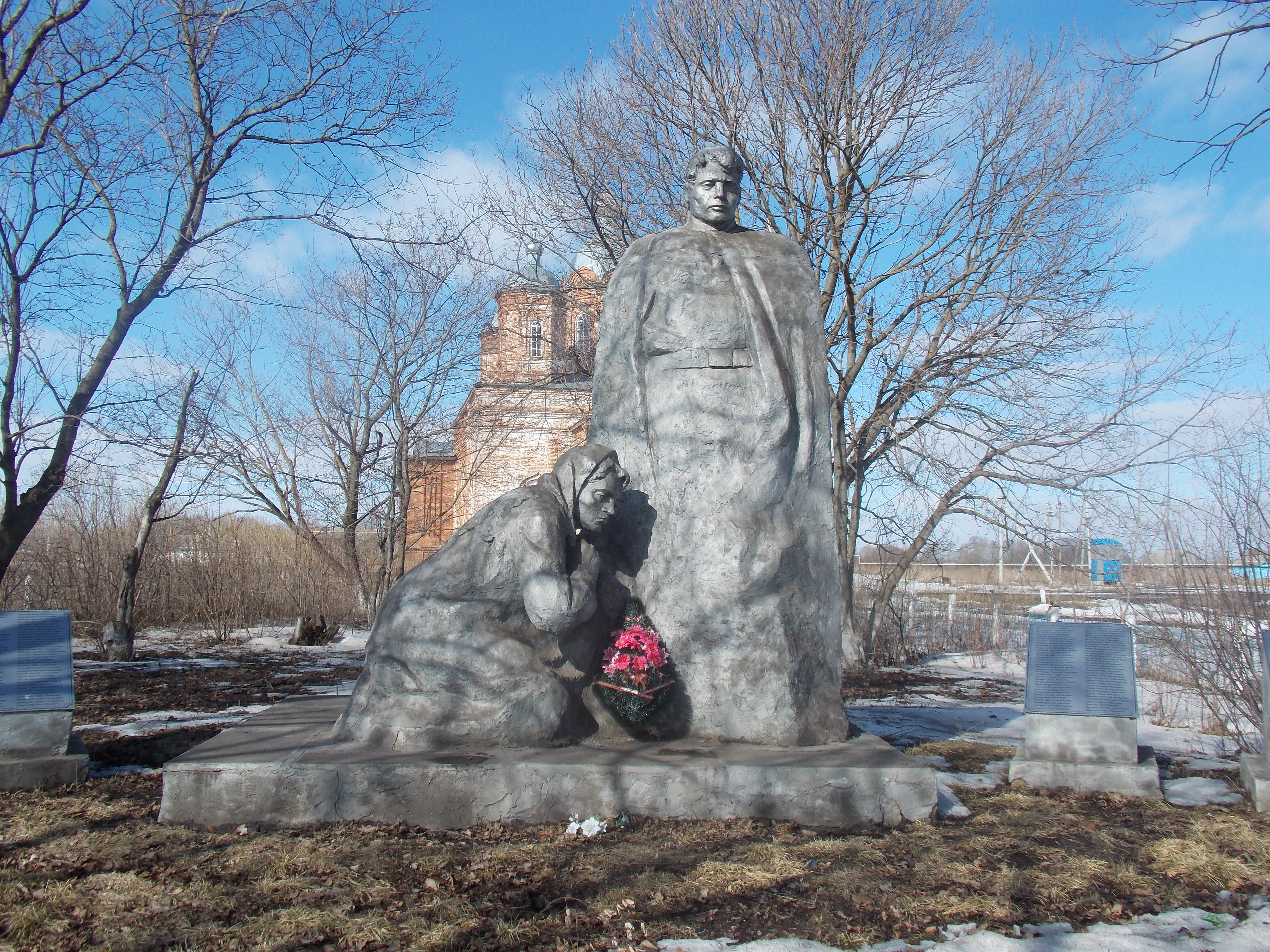
Памятник погибшим войнам в селе Сиалеевская Пятина

В сельском поселении сохранилось 2 памятника истории, 1 памятник культуры и 1 памятник природы:
- Развалины Дмитриевского храма в селе Кашаево — руины деревянного храма, построенного в 1781 году. Был частично уничтожен при советской власти.
- Казённый лес рядом с деревней Потуловка — небольшой лесной массив. В своей основе средневозрастный сосновый бор с присутствием мелколистных лиственных пород деревьев и кустарника березы, осины, вяза, ясеня, лещины в виде второго лесного яруса.
- Памятник погишбим во время Великой Отечественной войны 1941—1945 в селе Сиалеевская Пятина — в 1993 году в селе был установлен памятник. Скульптор Кордюков Николай Дмитриевич. Сотни уроженцев села Сиалеевская Пятина участвовали в войне.
- Никольская церковь в селе Сиалеевская Пятина — пятиглавая церковь из красного кирпича, в неовизантийском стиле, была построена в 1820 году и освящена в честь святителя Николая Мирликийского.